# Blixen
Blixen er en uradelig slægt fra Forpommern, der har været kendt siden 1239. Den havde godser syd for Greifswald: Klein Zastrow, Jargenow, Sestelin og Negentin.
Efterhånden kom slægten til Sverige (1756) og Danmark (1801), hvor den antog navnet Blixen-Finecke, og baron Carl Frederik von Blixen-Finecke solgte derfor de forpommerske godser Klein Zastrow og Sestelin i 1848.